# Александруполис
Алексадрополис или Алексадрополи (грч. Ἀλεξανδρούπολις, буг. Дедагач, тур. Dedeağaç) је главни град округа Еврос, на северозападу периферије Источна Македонија и Тракија. Град се налази у грчком (западном) делу историјске покрајине Тракија.

## Положај
Град Александруполис се налази на северној обали Егејског мора, око 15 km западно од ушћа реке Марице и 40 km од границе са Турском. најближи велики грчки град је Солун, на око 300 km западно. Последњих година ради се на изградњи савременог ауто-пута од Солуна, преко Александруполиса до границе са Турском. Северозападно од града уздижу се прва брда планинског ланца Родопа.

## Историја
Александруполис је млад град, иако је ово подручје настањено још од антике, а током византијске епохе област града била је једна од средишњих и најразвијенијих у царству. Град је настао у другој половини 19. века на месту некадашњег рибарског села. Настанак града везан је за излазак новоизграђене пруге Цариград- Солун на обалу Егејског мора на овом месту, где се одмах јавиле лучке делатности и зачетак града. Град је првобитно добио име по турском називу за ово место, сложеници „деде + агач“, у преводу „дрво код деде (дервиша)". Убрзо (1878. г.) је место било освојено од стране руске војске у Руско-турском рату 1877-78.. Руски официри су одмах започели планирање савременог града са ортогоналном градском схемом. Међутим, ускоро је град био враћен Турској, али је јасна ортогонална схема града преживела.
Током Балканских ратова Дедеагач је припао Бугарској, али је после Првог светског рата припојен Грчкој, а град је у славу тадашњег грчког краља Александра добио ново име - Александруполис. После тога, услед Грчко-турског рата 1922-23. године, дошло је до исељавања Турака и досељавања Грка из Мале Азије на овом подручју. Ово је довело до великих промена у структури становништва и оно је после ових дешавања постало хомогено, искључиво грчко.
Бугарска, која се није била помирила са губитком западног дела Тракије после Првог светског рата, запосела почетком Другог светског рата је цело подручје (самим тим и Александруполис) и држала га до 1944. године. Следећих послератних деценија град се веома развијао. У граду је основан је Демокритов Универзитет Тракије, а граде је добио и месни аеродром.
Најважнији скорашњи догађај је изградња Гасовода Бургас-Александруполис, чиме је град добио знатно на свом значају.

## Становништво
Становништво Александруполиса углавном чине Грци. Многи Грци воде порекло од избеглица из Мале Азије. У последња три пописа кретање становништва било је следеће:
| 1981.  | 1991.  | 2001.  | 2011.  |
| ------ | ------ | ------ | ------ |
| 35.999 | 37.904 | 48.885 | 57,812 |

Кретање броја становника у општини по пописима:
| 1981. | 1991.  | 2001.  | 2011.  |
| ----- | ------ | ------ | ------ |
| -     | 41,860 | 52,720 | 72.959 |